# چای گل یاس

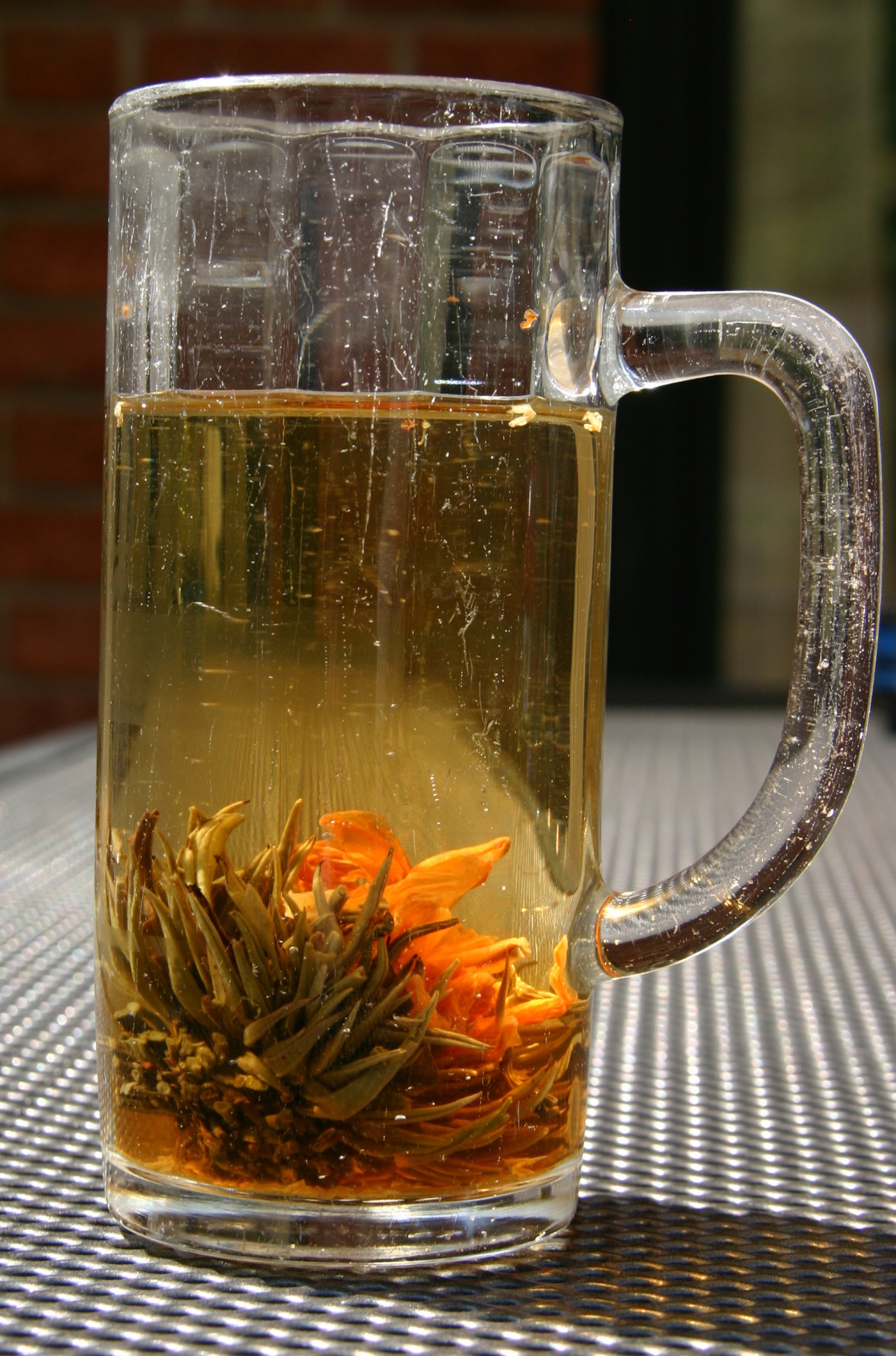
چای گل یاس

چای گل یاس (چینی: 茉莉花茶; پین‌یین: mòlìhuā chá) نوعی چای معطر با عطر شکوفه یاس است. به‌طور معمول، چای سبز به عنوان پایه این چای بکار می‌رود اما چای سفید و چای سیاه نیز استفاده می‌شود. این چای بسیار معطر است و معروف‌ترین عطر و طعم چای در چین است.
اعتقاد بر این است که معرفی گیاه یاس به چین از طرف ایران بوده و از طریق هند در طول سلسله هان (۲۰۶ قبل از میلاد تا ۲۲۰ میلادی) صورت گرفته‌است. چای یاس در سراسر قرن پنجم مورد استفاده بوده‌است.
اما گل یاس در این کشور کشت گسترده‌ای تا زمان سلسله چینگ (۱۶۴۴-۱۹۱۲) نداشته‌است. در زمان سلسله چینگ بود که صادرات چای به مقادیر زیاد به غرب آغاز شد.
یاس گیاهی است که در ارتفاعات بالا در کوه‌ها رشد می‌کند. چای یاس تولید شده در استان فوجیان بهترین شهرت را در این زمینه دارد. همچنین چای یاس در استان‌های دیگر چین نظیر هونان، جیانگ سو، جیانگشی، گوانگ، گوانگشی و ژجیانگ نیز تولید می‌شود. کشورهای ویتنام و ژاپن نیز برای تولید چای گل یاس شهرت دارند.